# Краков-Ольшаница
Краков-Ольшаница (пол. Kraków Olszanica) — остановочный пункт (платформа пассажирская) в городе Краков, в Малопольском воеводстве Польши. Имеет 2 платформы и 2 пути.
Остановочный пункт основан в 2015 году для перевозки пассажиров на линии Краков-Главный — Краков-Лётниско, которая ведёт в международный аэропорт Краков-Балице.